# IK Stefa
IK Stefa var en idrottsklubb i Sverige, bildad 24 oktober 1944 av anställda vid Stensholms Fabriks AB i  Hakarps socken öster om Huskvarna. Klubben hette först Stensholms IF innan namnet ändrades 1945.
1947 togs ishockey upp på programmet och man nådde snart stora framgångar. Bland annat kvalade man, dock utan framgång, till Sveriges högsta division, som då var Division I i ishockey, 1951, 1952 och 1953. Kvalmatcherna spelades mot Nacka SK 1951 (1–4 i Stensholm och 4–3 till Stefa i Stockholm), Atlas Diesel 1952 (0–0 i Stensholm, 4–6 i Tranås, dit Atlas med bland andra Rolle Stoltz förlade sin hemmamatch) och Åkers IF 1953 (1–7 i Åkers styckebruk, 1–4 på Stockholms stadion, dit Stefa fick förlägga sin hemmamatch på grund av ishinder).  Stefa blev distriktsmästare i Småland 1951 och 1952 och nådde även åttondelsfinal i svenska mästerskapet 1951, där man slogs ut av Traneberg efter tre förlängningsperioder hemma på Stensholms ishockeybana (först 1953 blev svenska mästerskapet knutet till Sveriges seriespel inom ishockeyn). I dag räknas klubben som en viktig del av startskottet för den organiserade ishockeyn i Södra Vätterbygden. 
Stefas store gynnare var direktören för Stensholms fabrik, Fredrik af Klercker. Han lockade ner flera spelare med landslagsmeriter till Stensholm, bland andra Åke Wilhelmsson från Djurgården och Sicke Jansson från Uppsala. I folkmun kom IK Stefa att uttydas "IshockeyKunniga STockholmare Erhålla Förmånlig Anställning", men stommen i laget kom från Stensholm, bland andra tre bröder Andersson-Allvin.
När Stensholms Fabrik AB 1955 flyttade till Landskrona, bytte IK Stefa namn till IF Saab:s ishockeysektion. 1966 återtogs namnet IK Stefa och i mitten av 1967 gick IK Stefa ihop med Vättersnäs IF till Vätterstads IF, ena halvan i HV 71. 

### Fotnoter
1. ↑  Gunilla Bunnvik (9 mars 2013). ”IK Stefa var 50-talets HV71”. J-nytt. Arkiverad från originalet den 7 april 2016. https://web.archive.org/web/20160407221855/http://www.jnytt.se/article/ik-stefa-var-50-talets-hv71/. Läst 27 mars 2016.
2. 1 2  Engblom, Lars-Åke, På Stefas tid. Om ett samhälle och dess ishockeylag, 2010